# The Vault of Secrets
The Vault of Secrets (Le Coffre aux secrets) est le deuxième épisode de la quatrième saison de la série britannique de science-fiction The Sarah Jane Adventures. À ce jour, la série n'a jamais été diffusée en France.

## Synopsis
Androvax, le destructeur de monde est de retour sur Terre, et il demande l'aide de Sarah Jane Smith pour aider son peuple. Il est lui-même poursuivi par des Men In Black. 

### Première partie
Alors qu'il a pris la forme d'une jeune adolescente, Androvax est arrêté par un groupe d'Hommes en noir appartenant à l'alliance des Shades, qui l'empêchent d'accéder à un coffre. Androvax s'aperçoit qu'il faut deux disques pour l'ouvrir. Il tente de rentrer chez Sarah Jane Smith, mais est aperçu par Gita Chandra et Haresh Chandra sortant d'une réunion d'ufologues assez crédules, nommés le BURPPS (The British UFO Research and Paranormal Studies Society) où ils ont fait la connaissance d'Ocean Waters. Une fois les Chandra partis du jardin, Androvax prendra la forme de Rani afin d'interroger Mr Smith, mais il sera arrêté par Sarah Jane. Androvax s'est enfui de prison où il a été piqué par un venin tenace. Il demande à Sarha Jane son aide : il doit ouvrir un immense coffre où se trouvent les derniers descendants de son peuple. 
Après une rencontre avec Ocean Water venue dans son jardin pour faire des relevés, Sarah Jane sera poursuivit par les hommes en noir près du coffre. Invitée chez Ocean Waters, ils s'apercevront qu'elle a rencontré les hommes en noir toute petite, et qu'il lui ont laissé un des disques, qu'elle porte maintenant sur elle en permanence. Androvax, dans le corps de Clyde s'empare alors du disque avant que les Hommes en noir ne reviennent et ne les menacent.

### Seconde partie
S'échappant de chez Ocean Waters, Androvax prend le contrôle du corps de Gita Chandra et s'enfuit vers l'hôpital désaffecté où se trouve le coffre. Il est alors suivi par le petit groupe de Sarah Jane et par les Hommes en noir. Lors des courses poursuites, Gita est relâchée par Androvax et les Hommes en Noirs révèlent à Sarah Jane que l'ouverture du coffre provoquera la destruction de la Terre. Finalement, Androvax réussira à ouvrir le coffre, et à s'enfermer à l'intérieur. Sarah Jane Smith réussira à forcer Mr Dread pour qu'il donne une partie de son énergie à l'envoi du coffre dans l'espace où il pourra se déployer correctement. Puis, il effacera les souvenirs de Gita, avant de tomber en panne de batterie et d'être placé dans une capsule. 
De retour à Bannerman Road, Gita ne croit plus aux aliens. Pendant ce temps, Androvax recherche une nouvelle planète pour son peuple.

## Continuité
- Clyde compare le fait de rester avec des gens ayant mangé des haricots à une attaque des Slitheens.

### Continuité avec leWhoniverse
- L'épisode possède de nombreux liens avec d'autres scénarios de Phil Ford, cet épisode étant la suite des évènements de « Prisoner of the Judoon » et retrouvant Mr Dread, l'androïde des Shades, vu dans le dessin animé de Doctor Who « Dreamland »
- Au début de l'épisode, Sarah Jane empêche un robot de la Nasa de découvrir des pyramides sur Mars, apparues dans l'épisode de 1976 « Pyramids of Mars »